# Glosar de termeni folosiți în NLP

## Glosar de termeni folosiți în NLP
Programarea neuro-lingvistică (NLP) reprezintă explorarea modului în care comunicăm, gândim și producem schimbări. Acest tip de explorare are ca rezultat creșterea abilităților de comunicare, a încrederii, a motivației și a nivelului personal de succes. 
Domeniile din viață și din afaceri în care NLP are aplicații sunt multiple, câteva dintre ele sunt:
-formularea și atingerea obiectivelor; 
-comunicarea eficientă;
-tehnici de învățare rapidă; 
-leadership; 
-coaching pentru performanță.
abilitate (eng. capability) = stăpânire desăvârșită a unei întregi clase de comportamente — a ști cum să faci ceva. Abilitățile provin din dezvoltarea unei hărți mentale care ne permite să selectăm și să organizăm grupe de comportamente individuale. În NLP, aceste hărți mentale iau forma strategiilor cognitive și metaprogramelor.
a da forță (engl. empowerment) = procesul de a da unei persoane vitalitate, energie și noi resurse pline de forță; când spunem vitalitate ne referim la nivelul neuronal, la schimbarea obiceiurilor.
a doua poziție (engl. second position) = punct de vedere; a fi conștient de modul în care percepe realitatea o altă persoană.
a treia poziție (engl. third position) = a percepe lumea din punctul de vedere al unui observator; vă vedeți atât pe voi cât și pe ceilalți oameni.
acordare (engl. matching) = adoptarea caracteristicilor modului de exprimare a unei alte persoane (comportament, cuvinte etc.) pentru o mai bună raportare.
acordare în viitor (engl. future pacing) = procesul prin care o persoană repetă mental trecerea printr-o situație viitoare pentru a mări șansele ca acel comportament dorit să se petreacă în mod natural și automat; procesul de a trăi mental un eveniment înainte ca acesta să se petreacă. Este unul dintre procesele cheie pentru a asigura permanența unui rezultat, un ingredient cheie foarte frecvent utilizat în majoritatea intervențiilor NLP.
acuitate senzorială (engl. sensory acuity) = a fi conștient de lumea exterioară, de simțuri, a face distincții rafinate cu privire la informația senzorială pe care o recepționăm din lumea înconjurătoare.
analoagă (engl. analogue) = o sub-modalitate analoagă variază continuu de la o extremă la alta, pe când o sub-modalitate digitală are doar două variante (la fel ca un comutator, pornit/oprit). De exemplu, putem vedea o imagine fie asociat, fie disociat.  
ancorare (engl. anchoring) = procesul prin care un răspuns intern se asociază cu unele declanșatoare externe (similar condiționării clasice), astfel încât răspunsul poate fi rapid, uneori ascuns, reaccesat. Procesul prin care un stimul sau o reprezentare (interioară sau exterioară) este legată de și, prin urmare, ajunge să declanșeze un anumit răspuns. Ancorele apar în mod natural și în toate sistemele de reprezentare. Pot fi utilizate intenționat / conștient, cum este de exemplu cazul accentuării analoage, sau al numeroaselor tehnici de schimbare personală, cum este procedeul de distrugere/prăbușire a ancorelor. Conceptul NLP referitor la ancore derivă de la reacția pavloviană de tip stimul-răspuns, care este un exemplu clasic de condiționare. În cadrul studiului lui Pavlov, diapazonul era stimulul (ancora) care îl făcea pe câine să saliveze.
asociere (engl. association) = un proces opus disocierii. În cazul disocierii, ne vedem pe noi înșine "acolo". În general, disocierea înlătură emoțiile pe care le implică experiența. Atunci când suntem asociați experimentăm informația în mod direct și prin urmare și emoțional.
auditiv (engl. auditory) = referitor la auz sau la simțul auzului; simțul auzului, unul dintre sistemele principale de reprezentare. 
avantaj secundar (engl. secondary gain) = apare atunci când un comportament aparent negativ sau problematic îndeplinește, de fapt, unele funcții pozitive la un alt nivel. De exemplu, fumatul poate ajuta o persoană să se relaxeze sau o poate ajuta să se încadreze într-o anumită imagine de sine. 
buclă calibrată (engl. calibrated loop) = tipar inconștient de comunicare în care indiciile comportamentale ale unei persoane declanșează răspunsuri specifice din partea unei alte persoane într-o interacțiune în desfășurare.  
buclă / ciclu (engl. loop) = un cerc, un ciclu, o povestire, o metaforă sau o reprezentare care se reia de la început, astfel încât ajunge să realizeze un circuit închis. Un ciclu / circuit deschis: un lucru neterminat. Un ciclu / circuit închis: un lucru încheiat. În cazul strategiilor, ciclurile se referă la a fi prins într-un set de procedee, fără cale de ieșire.   
cadru (engl. frame) = context, mediu, metanivel, o modalitate de a percepe ceva (ex.: cadrul scopului, cadrul “as if”, cadrul backtracking etc.)   
cadrul "ca și cum" (engl. as - if frame) = "a pretinde." A presupune, a spune că "aceasta este situația" și a acționa apoi ca și cum ar fi adevărată. Acest fapt încurajează rezolvarea creativă a problemelor prin deplasarea mentală dincolo de obstacolele aparente către soluția dorită.  
calibrare (engl. calibration) 1. Procesul de învățare pentru a citi inconștientul altei persoane, răspunsurile non-verbale dintr-o interacțiune în desfășurare prin cuplarea indicilor/indicatorilor comportamentali observabili cu un răspuns intern specific. 2. Acordarea la starea și la operațiunile de procesare senzorială interioară ale celuilalt prin interpretarea semnalelor non-verbale observate anterior. 
categoriile Satir (engl. Satir categories) = cele cinci poziții corporale și stiluri de limbaj care indică modalități specifice de a comunica: mediatorul, cel care învinuiește, cel care se auto-compătimește, cel care analizează și cel care distrage, așa cum sunt ele descrise de Virginia Satir.   
căutare transderivațională (engl. transderivational search) = procesul de căutare în trecut prin amintirile înmagazinate și reprezentările mentale ale unei persoane, pentru a găsi experiența de referință de la care a fost derivat un comportament sau răspuns prezent.   
citate (engl. quotes) = un tipar prin care un mesaj pe care doriți să-l transmiteți poate fi întrodus în  citate ca și cum altcineva ar fi spus acel mesaj.   
comportament (engl. behavior) = 1. acțiuni și reacții fizice specifice prin intermediul cărora interacționăm cu oamenii și mediul din jurul nostru. 2. orice activitate în care ne implicăm, de la activitățile motorii grosiere, până la acțiunea de a gândi.
condiții de formulare corespunzătoare (engl. well-formedness conditions) = un set  de condiții pe care ceva trebuie să le satisfacă pentru a produce un rezultat ecologic și eficient. În NLP, un scop anume este bine formulat dacă poate fi: (1) afirmat în termeni pozitivi, (2) definit și evaluat conform dovezilor bazate pe simțuri, (3) inițiat și menținut de persoana care dorește scopul, (4) realizat pentru a păstra efectele secundare pozitive ale stării prezente și (5) contextualizat corespunzător pentru a se potrivi ecologiei externe.   
conducere (engl. leading) = schimbarea comportamentului propriu după stabilirea raportării astfel încât cealaltă persoană să ne urmeze. Prin conducere se testează cât este de bună raportarea.   
congruență (engl. congruence) = 1. se manifestă atunci când toate credințele, strategiile și comportamentele interne ale unei persoane se află în acord total și sunt orientate către garantarea unui rezultat dorit. 2. o stare în care reprezentările noastre interioare sunt în armonie. Ceea ce spunem este în acord cu ceea ce facem. Atât semnalele non-verbale, cât și afirmațiile verbale sunt în acord. Este o stare de unitate, acord, armonie interioară și totodată o stare non-conflictuală.  
conștient (engl. conscious) = conștiența momentului prezent. A fi conștient de șapte + / - două elemente de informație.
context (engl. context) 1. cadrul care înconjoară un eveniment particular. Acest cadru va determina deseori cum este interpretată o experiență sau un eveniment concret. 2. cadrul sau procesul în care au loc evenimentele și prin intermediul căruia conținutul dobândește o semnificație.   
conținut (engl. content) = elementele specifice și detaliile unui anumit eveniment. Conținutul răspunde la întrebările ce? și de ce?. Este un element opus procesului sau structurii.  
crezuri (engl. beliefs) 1. generalizări atent păstrate referitoare la (1) cauza, (2) înțelesul și (3) granițele din (a) lumea din jurul nostru, (b) comportamentul nostru, (c) capabilitățile/abilitățile nostre și (d) identitățile noastre. Crezurile funcționează la un nivel diferit de realitatea concretă și servesc la a ghida și interpreta percepțiile noastre despre realitate, adeseori conectându-le la criteriile sau sistemele noastre de valori. Crezurile sunt notorii ca fiind greu de schimbat prin reguli tipice de gândire logică sau rațională. 2. Generalizările pe care le facem referitor la cauzalitate, semnificație, noi înșine, ceilalți, comportament, identitate, etc. Crezurile noastre sunt ceea ce considerăm ca fiind "adevărat" în orice clipă. Crezurile ne ghidează în perceperea și interpretarea realității. Crezurile sunt foarte apropiate de valori. Programarea neurolingvistică include unele tipare de schimbare a crezurilor.   
criterii (engl. criteria) = valorile sau standardele pe care o persoană le folosește pentru a lua decizii și a emite judecăți.   
cuantificatori universali (engl. universal quantifiers) = o generalizare pornind de la un eșantion către întreaga populație - termeni universali (fiecare, tot, niciodată, niciunul etc.). O afirmație care nu permite excepții.  
cvadruplă (engl. four tuple / 4-tuple) = o metodă din stenografie folosită pentru a nota structura oricărei experiențe particulare. Conceptul de cavdruplă păstrează faptul că orice experiență trebuie să fie compusă dintr-o combinație de patru clase reprezentări primare — (A, V, K, O) — unde A = auditiv, V = vizual, K = kinestezic și O = olfactiv/gustativ.  
descriere multiplă (engl. multiple description) = procesul de a descrie același lucru din poziții perceptuale diferite.   
descrieri bazate pe pecepția senzorială (engl. sensory based description) = informații care sunt direct observabile și verificabile prin intermediul simțurilor; un limbaj bazat pe acțiunile de a vedea, a auzi, a simți, pe care îl putem testa la modul empiric, în contrast cu descrierile evaluative.  
dezacordare (engl. mismatching) = a oferi celuilalt tipare diferite de comportament, a rupe raportarea în scopul redirecționării, al întreruperii; a termina o întâlnire sau o conversație.   
digital (engl. digital) = care variază între două stări, o polaritate. De exemplu, un comutator electric care are două poziții: pornit/oprit. Termenul digital auditiv se referă la a gândi, a procesa și a comunica folosind cuvinte, nu cele cinci simțuri.   
disociere (engl. dissociation) = a nu face parte dintr-o experiență, ci, a vedea și a auzi din exterior, din punctul de vedere al unui spectator, spre deosebire de poziția asociată.  
downtime (engl. downtime) = care nu se află în câmpul conștienței senzoriale, ci "în interiorul" minții noastre. A vedea, a auzi și a simți gânduri, amintiri, procese conștiente; o stare ușoară de transă având atenția focalizată spre interior.  
distorsiune (engl. distortion) = procesul prin care ne reprezentăm realitatea exterioară în termenii propriei neurologii. Procesul de modelare prin care ne reprezentăm în mod inadecvat un anumit lucru prin intermediul componentei lingvistice sau neurologice poate crea limitări sau resurse. Distorsiunile apar atunci când folosim limbajul pentru a descrie, generaliza, a emite teorii referitoare la experiență. 
echivalență complexă (engl. complex equivalence) = un tipar de distorsiune lingvistică prin care stabilim semnificația comportamentului unei alte persoane pornind de la semnalele observabile, fără a corobora în mod direct și alte dovezi primite de la respectiva persoană.   
ecologie ecology Preocuparea pentru relațiile globale din cadrul propriei ființe, precum și dintre noi și mediul sau sistemul înconjurător. Ecologia interioară: relațiile globale dintre o persoană și gândurile, strategiile, comportamentul, abilitățile, valorile și crezurile proprii. Echilibrul dinamic al elementelor unui sistem.  
elicitare / obținere (engl. elicitation) = evocarea unei stări prin intermediul cuvintelor, a comportamentului, gesturilor sau a oricăror alți stimuli. A aduna informații prin observare directă a semnalelor non-verbale sau punând întrebări despre meta-model.   
epistemologie epistemology Teoria cunoașterii, cum anume știm ceea ce știm.  
filtre perceptuale (engl. perceptual filters) = idei, experiențe, crezuri, valori, metaprograme, decizii, amintiri specifice și un limbaj care este unic, toate împreună influențând propriul nostru model asupra lumii.   
fiziologic / componenta fiziologică (engl. physiologic) = partea fizică a unei persoane.   
flexibilitate comportamentală (engl. behavioral flexibility) = abilitatea de a varia propriul comportament pentru a extrage sau asigura un răspuns de la o altă persoană.   
fragmentare (engl. chunking) = 1. organizarea sau împărțirea unei experiențe în bucăți mai mari sau mai mici. Fragmentarea în sus presupune trecerea la un nivel de informație mai larg, mai abstract. Fragmentarea în jos presupune trecerea la un nivel de informație mai specific și mai concret. Fragmentarea laterală presupune găsirea altor exemple la același nivel de informație. 2. schimbarea modului de percepție, parcurgând în sus sau în jos nivelurile și/sau nivelurile logice. Trunchierea / împărțirea / accesarea în sus / de la mic la mare se referă la a merge mai sus cu un nivel (a induce în sus, inducție). Se ajunge astfel la abstractizări superioare. Trunchierea / împărțirea / accesarea în jos / de la mai mare la mai mic se referă la a merge mai jos cu un nivel (a deduce, deducție). Se ajunge astfel la exemple sau cazuri mai specifice.   
generalizare (engl. generalization) = procesul prin care o experiență specifică ajunge să reprezinte o întreagă clasă de experiențe, unul dintre cele trei procese de modelare ale programării neurolingvistice.  
gestalt (engl. Gestalt) = un ansamblu de amintiri conectate neurologic și care se bazează pe emoții similare.  
gustativ (engl. gustatory) = referitor la gust sau la simțul gustului.   
harta realității (engl. map of reality) = model al lumii, o reprezentare unică a lumii care este alcătuită în mintea fiecărei persoane prin abstractizare, pornind de la experiență, și care este alcătuită dintr-o hartă neurolingvistică, adică din reprezentările interioare ale persoanei. (vezi model despre/asupra lumii).
identitate (engl. identity) = sentimentul nostru referitor la cine suntem. Sentimentul nostru de identitate ne organizează crezurile, capabilitățile/abilitățile și comportamentele într-un sistem unic.   
implementare (engl. installation) = procesul de implementare a unei noi strategii mentale (a unui nou mod de a acționa) în cadrul ansamblului minte-corp, astfel încât acesta să opereze automat. Procedeu adesea realizat prin intermediul ancorelor, al unor mecanisme bazate pe pârghii, al metaforelor, parabolelor, reîncadrării, acordării în viitor etc.   
în timp in time A avea o linie a timpului care trece prin propriul corp, unde trecutul este în spatele nostru și viitorul în față, iar momentul "prezent" este în interiorul corpului nostru.   
incongruență (engl. incongruence) = starea de a fi în contradicție cu propria ființă, de a avea părți în conflict unele cu celelalte. Este caracterizată de-o atitudine rezervată, de atitudinea de a nu fi total dăruit unui scop, de a exprima mesaje incongruente caracterizate de o lipsă de aliniere/armonie sau acord între părțile verbale și non-verbale ale comunicării.  
inconștient (engl. unconscious) = tot ceea ce nu se află în câmpul conștiinței în momentul prezent.   
instalare (engl. installation) = procesul prin care se facilitează/înlesnește dobândirea unei noi strategii sau a unui nou comportament. O nouă strategie poate fi instalată printr-o combinație de ancorare, indicii de accesare, metaforă și acordare a viitorului.   
kinestezic (engl. kinesthetic) = 1. referitor la senzațiile corpului. În NLP, termenul kinestezic este folosit pentru a cuprinde toate tipurile de simțuri, inclusiv tactil, visceral și emoțional. 2. senzații, sentimente, senzații tactile la suprafața pielii, senzații proprioceptive în interiorul corpului; este inclus aici și sistemul vestibular sau simțul echilibrului.   
linia timpului /linia temporară (engl. time line) = o metaforă referitoare la modul în care depozităm imaginile, sunetele și senzațiile aferente amintirilor și imaginației noastre; o modalitate de codificare și procesare a "timpului" construit.  
marcare analoagă (engl. analogue marking) = utilizarea tonului vocii, a expresiei faciale, a gesturilor sau a atingerii pentru a sublinia în mod non-verbal anumite cuvinte, în conversație. Cuvintele subliniate/accentuate/marcate transmit un mesaj adițional / în plus. 
mediu înconjurător (engl. environment) = contextul extern în care se desfășoară comportamentul nostru. Mediul nostru este ceea ce percepem ca fiind "în afara" noastră. Nu face parte din comportamentul nostru, ci este mai degrabă ceva la care trebuie să reacționăm.   
meta (engl. meta) = deasupra, dincolo de, mai mult decât, la un nivel superior, un nivel logic superior; exprimă ideea de transformare, de schimbare.   
meta-model (engl. meta-model) = un model ce prezintă anumite distincții lingvistice care identifică tiparele de limbaj ce ascund semnificația în procesul comunicării prin intermediul distorsiunilor, al ștergerilor și al generalizărilor. Include și metodele de contracarare sau întrebările specifice prin care limbajul "prost formulat" este re-conectat la experiența senzorială și la structura de profunzime. Aceste metode de contracarare specifice meta-modelului fac persoana să iasă din starea de transă. Dezvoltat în 1975 de către Richard Bandler și John Grinder. 
metaforă (engl. metaphor) = procesul de gândire despre o situație sau un fenomen ca fiind altceva, de exemplu povești, parabole și analogii.   
meta-niveluri (engl. meta-levels) = care se referă la acele niveluri abstracte de conștiință pe care le experimentăm interior. 
metaprogram (engl. meta-program) 1. Un nivel de programare mentală care determină cum ne clasificăm, orientăm și divizăm experiențele. Metaprogramele noastre sunt mai abstracte decât strategiile noastre specifice de a gândi; ele definesc abordarea noastră generală privitoare mai degrabă la un aspect particular decât la detaliile procesului nostru de gândire. 2. Programele mentale/perceptuale pentru sortarea și recepționarea stimulilor, filtre perceptuale care guvernează procesul atenției, uneori al "neuro-sortării", sau meta-procesele.  
meta-stare (engl. meta-state) = o stare referitoare la o altă stare, care face ca o stare ce implică ansamblul minte-corp să se refere la o altă stare de la un nivel logic superior, generează o stare de tip gestalt, respectiv o meta-stare; model dezvoltat de Michael Hall.   
model (engl. model) = o descriere a modului în care funcționează un anumit lucru, o copie distorsionată, ștearsă sau generalizată a originalului; o paradigmă.   
model asupra lumii (engl. model of the world) = 1. o hartă a realității, o reprezentare unică a lumii pe care o generalizăm pentru experiențele noastre. 2. ansamblul de principii operative ale unei persoane.   
modelare (engl. modeling) = 1. procesul prin care se observă și se realizează harta comportamentelor de succes ale altor oameni. 2. procesul de observare și duplicare a unor acțiuni sau comportamente pline de succes ale altora; procesul de a discerne între succesiunea reprezentărilor interioare și a comportamentelor care fac o persoană să reușească să realizeze o anumită sarcină.   
neurosemantică (engl. neuro-semantics) = 1. un model al sensurilor sau evaluării ce folosește modelul meta-stărilor pentru a articula și a lucra cu nivelurile superioare ale stărilor, precum și modelul programării neurolingvistice pentru detalierea modului de experimentare și procesare al ființelor umane. 2. un model care prezintă un model mai amplu și mai bogat ce ne oferă o modalitate de a ne gândi la și de a lucra cu modul în care sistemul nostru nervos (componenta neuronală) și lingvistica creează semnificațiile (semantica).   
niveluri primare primary levels Se referă la modul nostru de a experimenta lumea în principal prin intermediul simțurilor.   
niveluri logice (engl. logical levels) = 1. o ierarhie internă în care fiecare nivel este în mod progresiv mai cuprinzător și are un impact mai mare din punct de vedere psihologic. În ordinea importanței (de sus în jos), aceste niveluri includ: (1) identitatea, (2) crezurile, (3) capabilitățile/abilitățile, (4) comportamentul și (5) mediul înconjurător. 2. Un nivel superior, un nivel referitor la un nivel inferior, un meta-nivel care informează și modulează nivelul inferior.   
nominalizare (engl. nominalization) = o distincție lingvistică a meta-modelului, un tipar hipnotic al limbajului specific stării de transă, un proces sau un verb transformat într-un substantiv (abstract), un proces înghețat în timp.
olfactiv (engl. olfactory) = referitor la miros și la simțul mirosului.  
operatori modali (engl. modal operators) = distincții lingvistice ale meta-modelului care indică "modalitatea" prin care "operează" o persoană: modalitatea necesității, a posibilității, a dorinței, a obligației, etc. Predicatele (pot, nu pot, posibil, imposibil, a trebui să, a trebui neapărat să, etc.) pe care le utilizăm pentru a ne motiva.   
părți (engl. parts) = 1. un mod metaforic de a vorbi despre programe și strategii independente de comportament. Programele sau "părțile" vor dezvolta deseori o voce naratoare care devine una dintre caracteristicile lor de identificare. 2. o metaforă pentru a descrie responsabilitatea față de propriul comportament sub diverse aspecte ale psihicului nostru. Acestea pot fi văzute asemenea unor sub-personalități care au "o viață a lor"; atunci când acestea au intenții diferite unele față de altele putem experimenta conflicte interioare și senzația de incongruență.   
poziție (engl. position) = un punct de vedere sau o perspectivă anume. În NLP există trei poziții de bază pe care cineva le poate adopta în perceperea unei experiențe particulare. Prima poziție implică a trăi ceva prin proprii noștri ochi în legătură cu un punct de vedere propriu. A doua poziție implică a trăi ceva de parcă am fi în locul unei alte persoane. A treia poziție implică distanțarea și perceperea relației dintre noi înșine și ceilalți dintr-o perspectivă disociată. 
poziție perceptuală (engl. perceptual position) 1. un punct de vedere sau o perspectivă anume. În NLP există trei poziții de bază pe care cineva le poate adopta în perceperea unei experiențe particulare. Prima poziție implică a trăi ceva prin proprii noștri ochi în legătură cu un punct de vedere propriu. A doua poziție implică a trăi ceva de parcă am fi în locul unei alte persoane. A treia poziție implică distanțarea și perceperea relației dintre noi înșine și ceilalți dintr-o perspectivă disociată. 2. punctul nostru de vedere; una dintre cele trei poziții mentale adoptate (prima poziție - asociat în propria ființă; a doua poziție - din perspectiva celuilalt; a treia poziție - dintr-o poziție în afara celor implicați).  
predicate (engl. predicates) = 1. cuvinte referitoare la proces (precum verbe, adverbe și adjective) pe care o persoană le selectează pentru a descrie un subiect. Predicatele sunt folosite în NLP pentru a identifica sistemul de reprezentare pe care îl folosește o persoană pentru a procesa informațiile. 2. ceea ce afirmăm sau formulăm în legătură cu un anumit subiect, termeni cu specific senzorial ce indică un anumit sistem de reprezentare (predicate vizuale, auditive, kinestezice, nespecificate).   
presupoziții (engl. presuppositions) = idei sau presupuneri pe care le luăm drept bune sau le considerăm ca fiind adevărate pentru a da un sens comunicării.  
prima poziție (engl. first position) = perceperea lumii din propriul punct de vedere, în mod asociat, una dintre cele trei poziții perceptuale.   
prin timp (engl. trough time) = o linie a timpului în care trecutul, prezentul și viitorul se află în fața noastră. De exemplu, timpul este reprezentat spațial, ca și în cazul planificării anuale.  
programare neurolingvistică (NLP) (engl. neuro-linguistic programming) = 1. un model comportamental și un set de aptitudini și tehnici explicite ale căror baze au fost puse de către John Grinder și Richard Bandler în 1975. Definită ca studiul structurii experienței subiective, NLP studiază tiparele sau "programarea" creată prin interacțiunea dintre creier (neuro), limbaj (lingvistic) și corp care produce atât comportament eficient, cât și ineficient. Aptitudinile și tehnicile au fost derivate din observarea tiparelor de excelență ale experților din diverse domenii de comunicare profesionistă, inclusiv psihoterapie, afaceri, hipnoză, drept și învățământ. 2. studiul excelenței. Un model referitor la modul în care oamenii își structurează propriile experiențe; structura experienței subiective; cum anume își programează ființele umane modul de a gândi, de a percepe emoțiile și de a se comporta prin intermediul propriei structuri neurologice, mediată fiind de limbaj și de sistemul de codare folosit pentru procesarea, depozitarea și re-accesarea informației.  
raport / raportare (engl. rapport) = 1. stabilirea încrederii, armoniei și cooperării într-o relație. 2. senzația de a fi în legătură cu celălalt, senzația de reciprocitate, de încredere, creată prin intermediul ritmării, oglindirii și al acordării; o stare de empatie sau de a fi în cea de-a doua poziție.    
reîncadrare (engl. reframing) = 1. un proces folosit în NLP prin care un comportament problematic este separat de intenția pozitivă a "părții" sau programului intern care este responsabil de acel comportament. Sunt stabilite noi alternative de comportament punând partea responsabilă de vechiul comportament să-și asume responsabilitatea implementării altor comportamente care satisfac aceeași intenție pozitivă, dar nu au efecte secundare problematice. 2. a schimba contextul sau cadrul de referință al unei experiențe astfel încât aceasta să dobândească o altă semnificație.  
reprezentare (engl. representation) = o idee, un gând, o prezentare a unei informații bazate pe evaluare sau pe experiența senzorială.  
reprezentare interioară (engl. internal representation) = Tipare informaționale semnificative pe care le creăm și le depozităm în mintea noastră, o combinație de imagini, sunete, senzații, mirosuri și gusturi.   
resurse (engl. resources) = Orice mijloace pe care le putem face să susțină un anumit scop: componenta fiziologică, stările, gândurile, strategiile, experiențele, oamenii, evenimentele sau proprietățile.  
rezultate (engl. outcomes) = 1. scopurile sau stările dorite pe care aspiră să le obțină o persoană sau o organizație. 2. un rezultat specific bazat pe descrierea senzorială. 3. Un scop bine conturat care îndeplinește criteriile aferente.  
ritmare  (engl. pacing) = 1. o metodă folosită de comunicatori pentru a stabili rapid un raport potrivind anumite aspecte ale comportamentului lor cu acelea ale persoanei cu care ei comunică — o potrivire sau o oglindire de comportament. 2. a stabili și a menține raportarea cu o altă persoană alăturându-ne modelului său asupra lumii, acordându-ne la limbajul folosit de aceasta, la crezurile, valorile, experiența sa curentă etc.; aspect crucial pentru stabilirea raportării.  
semnale (engl. cues) = informațiile care ne furnizează indicii referitoare la structura subiectivă a unei alte persoane, cum ar fi: semnalele de accesare vizuală, predicatele, poziția corpului, gesturile, tonul vocii, tonalitatea, etc. 
semnale de accesare vizuală (engl. eye accessing cues) = mișcări ale ochilor în diverse direcții, indicând o gândire (procesare) de tip vizual, auditiv sau kinestezic.   
semnale de accesare accessing cues 1. Comportamente subtile care vor ajuta atât la a declanșa, cât și la a indica sistemul de reprezentare pe care îl folosește o persoană pentru a gândi. Exemple tipice de indicii de accesare includ mișcările ochilor, intonația și ritmul vocii, postura corpului, gesturile și modurile de respirație. 2. Modul în care ne folosim componenta fiziologică și  neuronală prin intermediul respirației, poziției corpului, gesturilor și  mișcărilor oculare pentru a accesa anumite stări și moduri de a gândi. Toate acestea pot fi observate și de către ceilalți.  
sinestezie (engl. synesthesia) = 1. procesul de suprapunere dintre sistemele de reprezentare caracterizate de fenomene precum circuite văz-simț, în care o persoană derivă senzații din ceea ce vede, sau precum circuite auz-simț, în care o persoană obține senzații de la ceea ce aude. Oricare două modalități senzoriale pot fi conectate. 2. o stare de "întreg" aferentă experienței senzoriale prin intermediul a două sau mai multe modalități, o legătură automată între un sistem de reprezentare și altul. De exemplu, o sinestezie de tipul V-K poate să implice perceperea cuvintelor sau a sunetelor ca fiind colorate.  
sistem de reprezentare primar (engl. representational system primacy) = atunci când un individ folosește în mod sistematic un simț în detrimentul altor simțuri pentru a-și procesa și organiza experiențele. Sistemul de reprezentare principal va determina multe trăsături de personalitate, precum și capabilități/capacități/abilități/aptitudini de învățare. 
sistem preferat (engl. prefered system) = sistemul de reprezentare care este folosit în mod obișnuit de către o persoană în gândire și în organizarea experiențelor.   
sistem  de reprezentare (engl. representational system) = 1. cele cinci simțuri: văzul, auzul, tactilul, olfactivul și gustul. 2. modul în care codificăm mental informația folosind sistemele senzoriale: vizual, auditiv, kinestezic, olfactiv și gustativ.  
stare (engl. state) = 1. totalitatea condițiilor fizice și mentale în desfășurare din care provin acțiunile unei persoane. 2. fenomen holistic ce cuprinde ansamblul minte-corp-emoții, dispoziție, condiție emoțională; suma totală a tuturor proceselor fizice și neuronale experimentate de o ființă umană la un anumit moment dat.  
stare plină de resurse (engl. resourceful state) = ansamblul experienței neuro-fizice atunci când persoana se simte plină de resurse. 
stări primare (engl. primary states) = descriu acele stări de conștiință aferente experiențelor noastre asupra lumii exterioare de nivel primar.   
ștergere - omisiune (engl. deletion) = partea lipsă a unei experiențe, fie din punct de vedere lingvistic, fie din cel al reprezentării.  
strategie (engl. strategy) = 1. un set de etape mentale și comportamentale explicite folosite pentru a obține un rezultat specific. În NLP, cel mai important aspect al unei strategii îl reprezintă sistemele de reprezentare folosite pentru a executa pașii specifici. 2. o succesiune de moduri de a ne gândi și de a ne comporta pentru a obține un anumit rezultat sau pentru a crea o anumită experiență; structura subiectivității ordonată în cadrul modelului linear TOTE.  
structură de bază (engl. hard wire) = factor având o bază neurologică, conexiunile neuronale formate în principal pe parcursul gestației, componentă similară cu partea hard a unui calculator. 
structura de suprafață  = cuvintele sau limbajul folosit pentru a descrie sau a simboliza reprezentările senzoriale primare efective înmagazinate în creier.  
structură profundă (engl. deep structure) = hărțile senzoriale (atât conștiente, cât și inconștiente) pe care oamenii le folosesc pentru a-și organiza și ghida comportamentele.  
sub-modalități (engl. sub-modalities) = 1. calități senzoriale speciale percepute de fiecare dintre simțuri. De exemplu, sub-modalitățile vizuale includ culoarea, forma, mișcarea, strălucirea, adâncimea etc.; sub-modalitățile auditive includ volumul, intensitatea, tempoul etc.; sub-modalitățile kinestezice includ presiunea, temperatura, textura, localizarea etc. 2. distincțiile pe care le facem în cadrul fiecărui sistem de reprezentare, caracteristicile reprezentărilor noastre interioare. 
substantive nespecificate (engl. unspecified nouns) = substantive care nu specifică la cine sau la ce se referă.   
T.O.T.E. (engl. T.O.T.E.) =dezvoltat de Miller, Galanter și Pribram, termenul definește secvența Test-Operare-Test-Evacuare, care descrie circuitul de bază al răspunsului folosit pentru a ghida toate comportamentele.   
translatare (engl. translating) = procesul de reformulare a unei fraze înlocuind predicatele specifice unui sistem de reprezentare în predicate corespunzătoare altui sistem. 
uptime (engl. uptime) = o stare în cazul căreia atenția și simțurile sunt direcționate în exterior, către mediul înconjurător, toate canalele senzoriale sunt deschise și în alertă.   
utilizare (engl. utilisation) = o tehnică în care o secvență de strategie specifică sau un tipar de comportament este ritmat sau potrivit pentru a influența răspunsul altcuiva.   
valoare value Ce este important pentru noi într-un anumit context. Valorile noastre (criteriile) sunt ceea ce ne motivează în viață. Toate strategiile motivaționale au o componentă kinestezică.  
variația necesară (engl. requisite variety) = flexibilitate în gândire, în perceperea emoțiilor, în vorbire, comportament; persoana care dă dovadă de cea mai mare flexibilitate de comportament controlează actul comunicării; legea variației necesare. 
verbe nespecificate (engl. unspecified verbs) = verbe care nu descriu specificul acțiunii, cum a fost aceasta realizată; adverbul a fost șters.  
vizual (engl. visual) = 1. referitor la văz sau simțul văzului. 2. a vedea, a-și imagina, sistemul de reprezentare al vederii.   
vizualizare (engl. visualisation) = procesul de a vedea imagini cu ochii minții.